# ING4
ING4 (англ. Inhibitor of growth family member 4) – білок, який кодується однойменним геном, розташованим у людей на короткому плечі 12-ї хромосоми. Довжина поліпептидного ланцюга білка становить 249 амінокислот, а молекулярна маса — 28 530.
| 10         |  | 20         |  | 30         |  | 40         |  | 50         |
| ---------- |  | ---------- |  | ---------- |  | ---------- |  | ---------- |
| MAAGMYLEHY |  | LDSIENLPFE |  | LQRNFQLMRD |  | LDQRTEDLKA |  | EIDKLATEYM |
| SSARSLSSEE |  | KLALLKQIQE |  | AYGKCKEFGD |  | DKVQLAMQTY |  | EMVDKHIRRL |
| DTDLARFEAD |  | LKEKQIESSD |  | YDSSSSKGKK |  | KGRTQKEKKA |  | ARARSKGKNS |
| DEEAPKTAQK |  | KLKLVRTSPE |  | YGMPSVTFGS |  | VHPSDVLDMP |  | VDPNEPTYCL |
| CHQVSYGEMI |  | GCDNPDCSIE |  | WFHFACVGLT |  | TKPRGKWFCP |  | RCSQERKKK  |

A: Аланін

C: Цистеїн

D: Аспарагінова кислота

E: Глутамінова кислота

F: Фенілаланін

G: Гліцин

H: Гістидин

I: Ізолейцин

K: Лізин

L: Лейцин

M: Метіонін

N: Аспарагін

P: Пролін

Q: Глутамін

R: Аргінін

S: Серин

T: Треонін

V: Валін

W: Триптофан

Кодований геном білок за функцією належить до регуляторів хроматину. 
Задіяний у таких біологічних процесах, як апоптоз, клітинний цикл, ацетилювання, альтернативний сплайсинг. 
Білок має сайт для зв'язування з іонами металів, іоном цинку. 
Локалізований у ядрі.